# Цуркан, Валерия
Вале́рия Цурка́н (род. 1995) — «Мисс Приднестровье 2012», «Мисс Молдова 2013».

## Биография
Первым конкурсом красоты для Валерии стал конкурс «Невские берега» в Санкт-Петербурге, где она заняла 3-е место в двух номинациях.

Валерия Цуркан выиграла:
- конкурс «Мисс Приднестровье 2012»,
- конкурс «Мисс Молдова 2013».

В том же году Валерия Цуркан поступила на первый курс Тираспольского регионального университета, на стоматолога. Вуз она закончила.
Также, Валерия принимала участие в престижном конкурсе «Мисс мира-2013» в Индонезии; она заняла 11 место в конкурсе Miss Beach.
 
Проживала в Тирасполе; ныне — в Одессе.

## Семья
- Мать, отец, брат (на 5 лет моложе).

## Интересные факты
- У Валерии хотели отобрать корону «Мисс Молдавия» за то, что она не знает румынского языка[3][4].

## Цитата
Я простая девушка  из простой семьи, не привыкла привлекать к себе внимание. Самым приятным поздравлением с победой после всех конкурсов, в которых принимала участие, всегда было внимание родителей. На все конкурсы хожу только ради них: хочу, чтоб они мной гордились.Валерия Цуркан